# 卡洛斯·格鲁埃索
卡洛斯·格鲁埃索（西班牙語：Carlos Gruezo，1995年4月19日—），厄瓜多尔男子足球运动员，司职中场。他曾代表厄瓜多尔参加2014年和2022年国际足联世界杯，以及2019年美洲杯。